# Corumbataí (kommun)
Corumbataí är en kommun i Brasilien.   Den ligger i delstaten São Paulo, i den sydöstra delen av landet, 700 km söder om huvudstaden Brasília. Antalet invånare är 3 874.
Följande samhällen finns i Corumbataí:
- Corumbataí

Omgivningarna runt Corumbataí är huvudsakligen savann. Runt Corumbataí är det ganska glesbefolkat, med 42 invånare per kvadratkilometer.